# ボニ駅
ボニ駅（ボニえき、英語: Boni Station、別名: ボニ・アベニュー駅（Boni Avenue station））は、フィリピン・マニラ首都圏のマンダルヨン市にあるマニラMRT3号線の駅。駅名は近くを通るボニ・アベニューに由来しており、その通り名は第二次世界大戦中のゲリラ指導者で、マンダルヨン元市長であるボニファシオ・ハビエルのニックネームに由来している。

## 歴史
- 1999年12月15日：開業。

## 駅構造
島式ホーム1面2線を有する地上駅である。

## 駅周辺
- Forum Robinsons
- Go Hotel
- Robinsons Cybergate
- Victor R. Potenciano Medical Center
- GA Twin Towers
- SMDC Light Mall
- TV5 Media Center
- Paragon Plaza Building
- フィリピン赤十字本部
- Globe Telecom Plaza
- リサール工科大学